# Erfrischungsstäbchen

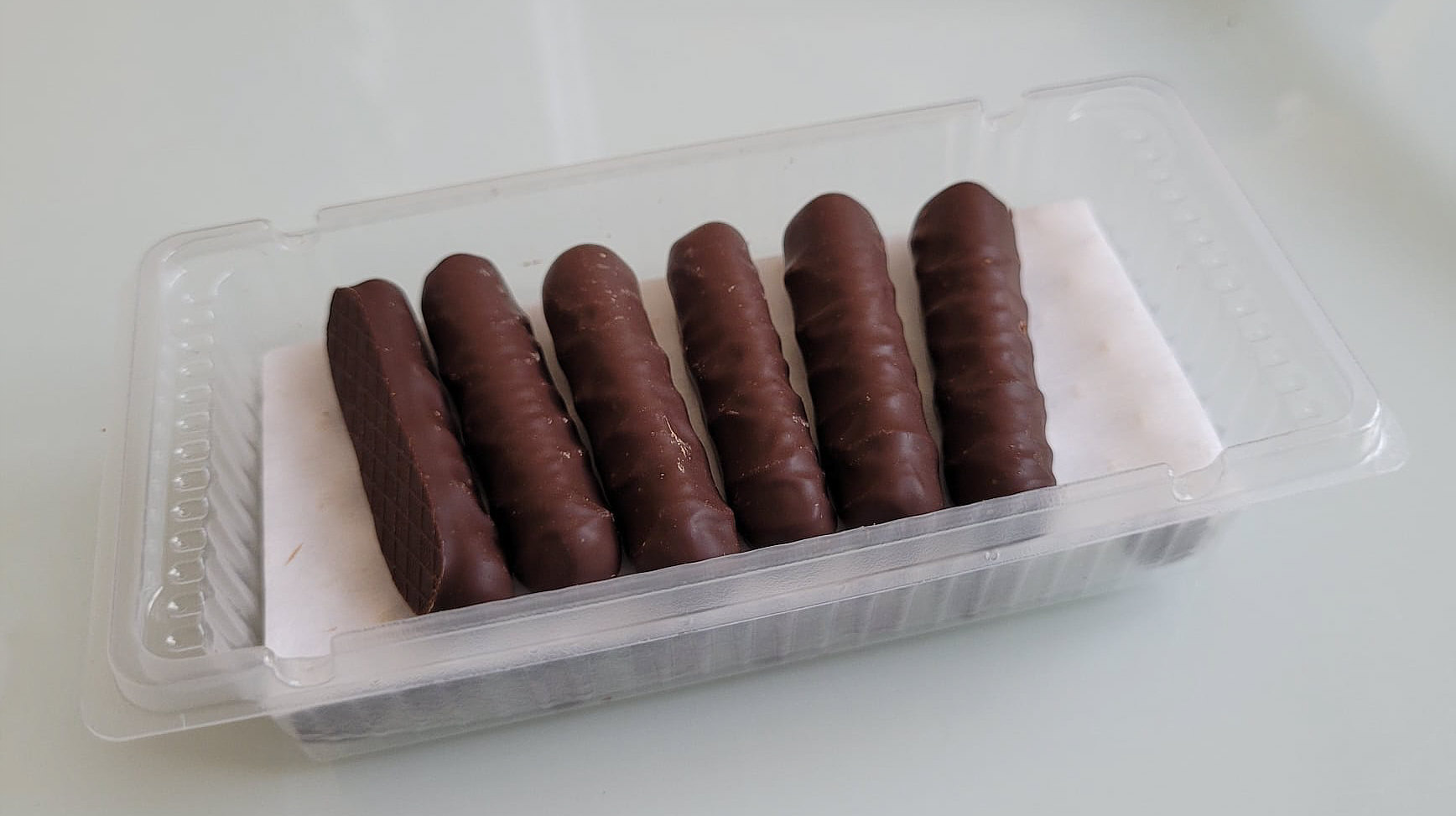
Erfrischungsstäbchen

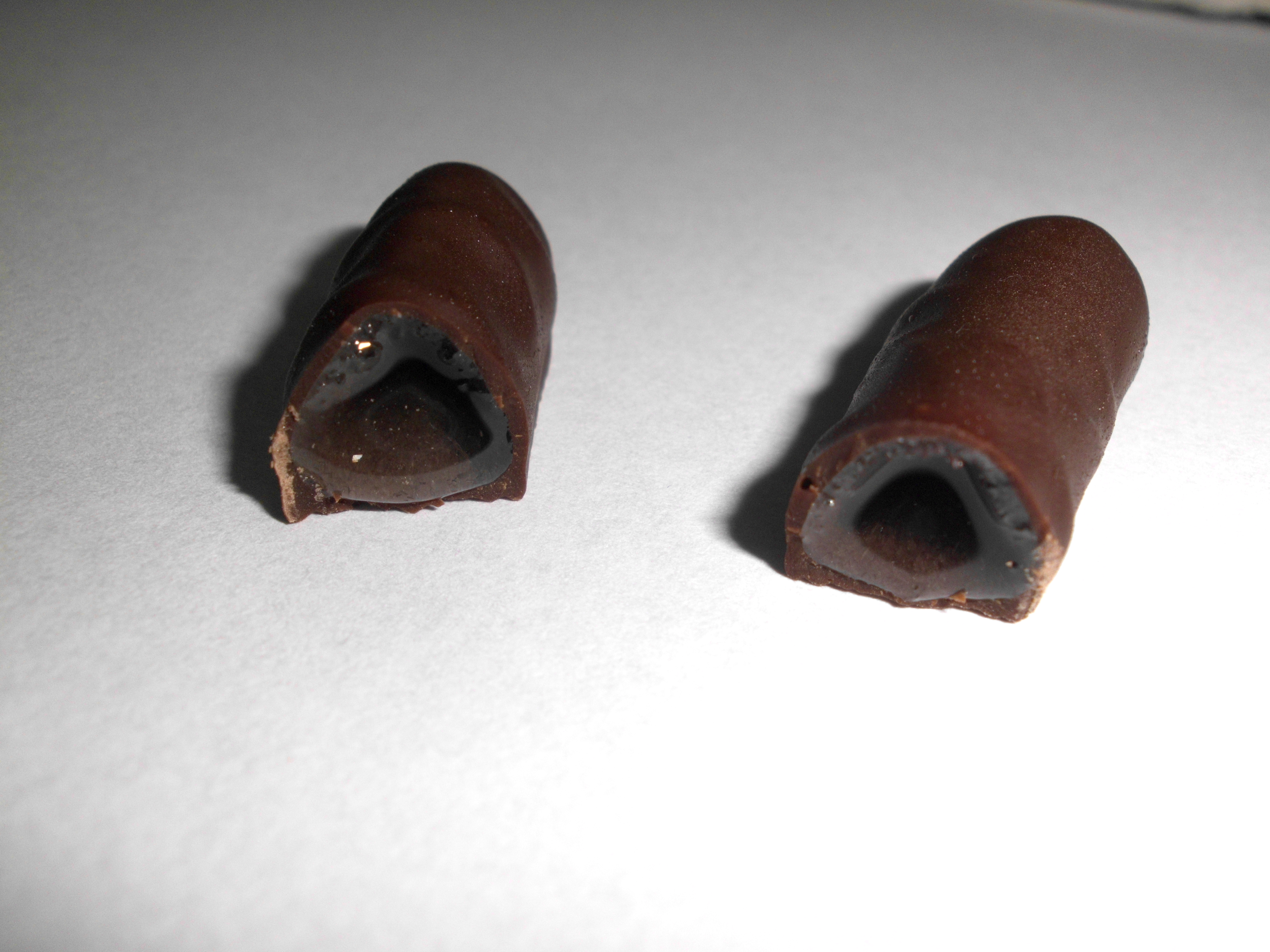
Aufgebrochenes Erfrischungsstäbchen

Erfrischungsstäbchen sind längliche, etwa fünf Zentimeter lange Stäbchen aus Schokolade, die ansonsten hauptsächlich aus Zucker, Wasser und Aromastoffen bestehen und zum Beispiel mit einem aromatisierten Zitronen- oder Orangen-Sirup gefüllt sind. Sie wurden zuerst in den 1930er Jahren von Sprengel in Hannover produziert und werden gemeinhin gekühlt verzehrt.
In der DDR waren Erfrischungsstäbchen aus dem VEB Berggold bereits in den frühen 1960er Jahren Exportartikel in Länder außerhalb der sowjetischen Einflusssphäre.
Nach dem Verkauf von Sprengel 1979 wurden Erfrischungsstäbchen unter verschiedenen Marken vertrieben. Heute sind Erfrischungsstäbchen unter der Marke De Beukelaer oder verschiedenen Handelsmarken, darunter auch Sprengel, erhältlich.